# العلاقات الجورجية السنغافورية
العلاقات الجورجية السنغافورية هي العلاقات الثنائية التي تجمع بين جورجيا وسنغافورة.

## مقارنة بين البلدين
هذه مقارنة عامة ومرجعية للدولتين:
| وجه المقارنة                                              | جورجيا                          | سنغافورة                                                             |
| --------------------------------------------------------- | ------------------------------- | -------------------------------------------------------------------- |
| المساحة (كم2)                                             | 69.70 ألف                       | 719                                                                  |
| عدد السكان (نسمة)                                         | 3.72 مليون                      | 5.89 مليون                                                           |
| الكثافة السكانية (ن./كم²)                                 | 53.37                           | 819.19 ألف                                                           |
| العاصمة                                                   | تبليسي، كوتايسي                 | سنغافورة                                                             |
| اللغة الرسمية                                             | اللغة الجورجية، اللغة الأبخازية | لغة إنجليزية، اللغة الملايو، اللغة الصينية القياسية، اللغة التاميلية |
| العملة                                                    | لاري جورجي                      | دولار سنغافوري                                                       |
| الناتج المحلي الإجمالي (بليون دولار)                      | 15.16 مليار                     | 323.91 مليار                                                         |
| الناتج المحلي الإجمالي (تعادل القوة الشرائية) بليون دولار | 35.68 مليار                     | 472.59 مليار                                                         |
| الناتج المحلي الإجمالي الاسمي للفرد دولار أمريكي          | 3.79 ألف                        | 52.89 ألف                                                            |
| الناتج المحلي الإجمالي للفرد دولار أمريكي                 |                                 | 82.76 ألف                                                            |
| مؤشر التنمية البشرية                                      | 0.754                           | 0.925                                                                |
| رمز المكالمات الدولي                                      | +995                            | +65                                                                  |
| رمز الإنترنت                                              | .ge، .გე ‏                       | .sg                                                                  |
| المنطقة الزمنية                                           | ت ع م+04:00                     | ت ع م+08:00، توقيت سنغافورة المنسق ‏                                  |

## منظمات دولية مشتركة
يشترك البلدان في عضوية مجموعة من المنظمات الدولية، منها:
| علم المنظمة | اسم المنظمة                   | تاريخ انضمام جورجيا | تاريخ انضمام سنغافورة |
| ----------- | ----------------------------- | ------------------- | --------------------- |
|             | يونسكو                        | 7 أكتوبر 1992       | 8 أكتوبر 2007         |
|             | مؤسسة التمويل الدولية         | 29 يونيو 1995       | 4 سبتمبر 1968         |
|             | مؤسسة التنمية الدولية         | 31 أغسطس 1993       | 27 سبتمبر 2002        |
|             | منظمة التجارة العالمية        | 14 يونيو 2000       | ?                     |
|             | الاتحاد البريدي العالمي       | ?                   | ?                     |
|             | الاتحاد الدولي للاتصالات      | 7 يناير 1993        | 22 أكتوبر 1965        |
|             | الأمم المتحدة                 | 31 يوليو 1992       | 21 سبتمبر 1965        |
|             | البنك الدولي للإنشاء والتعمير | 7 أغسطس 1992        | 3 أغسطس 1966          |
|             | المنظمة الهيدروغرافية الدولية | ?                   | ?                     |

## وصلات خارجية
- موقع وزارة الخارجية الجورجية
- موقع وزارة الخارجية السنغافورية